# Айнзідельнське абатство
47°07′36″ пн. ш. 8°45′05″ сх. д. / 47.126666666667° пн. ш. 8.7513888888889° сх. д.

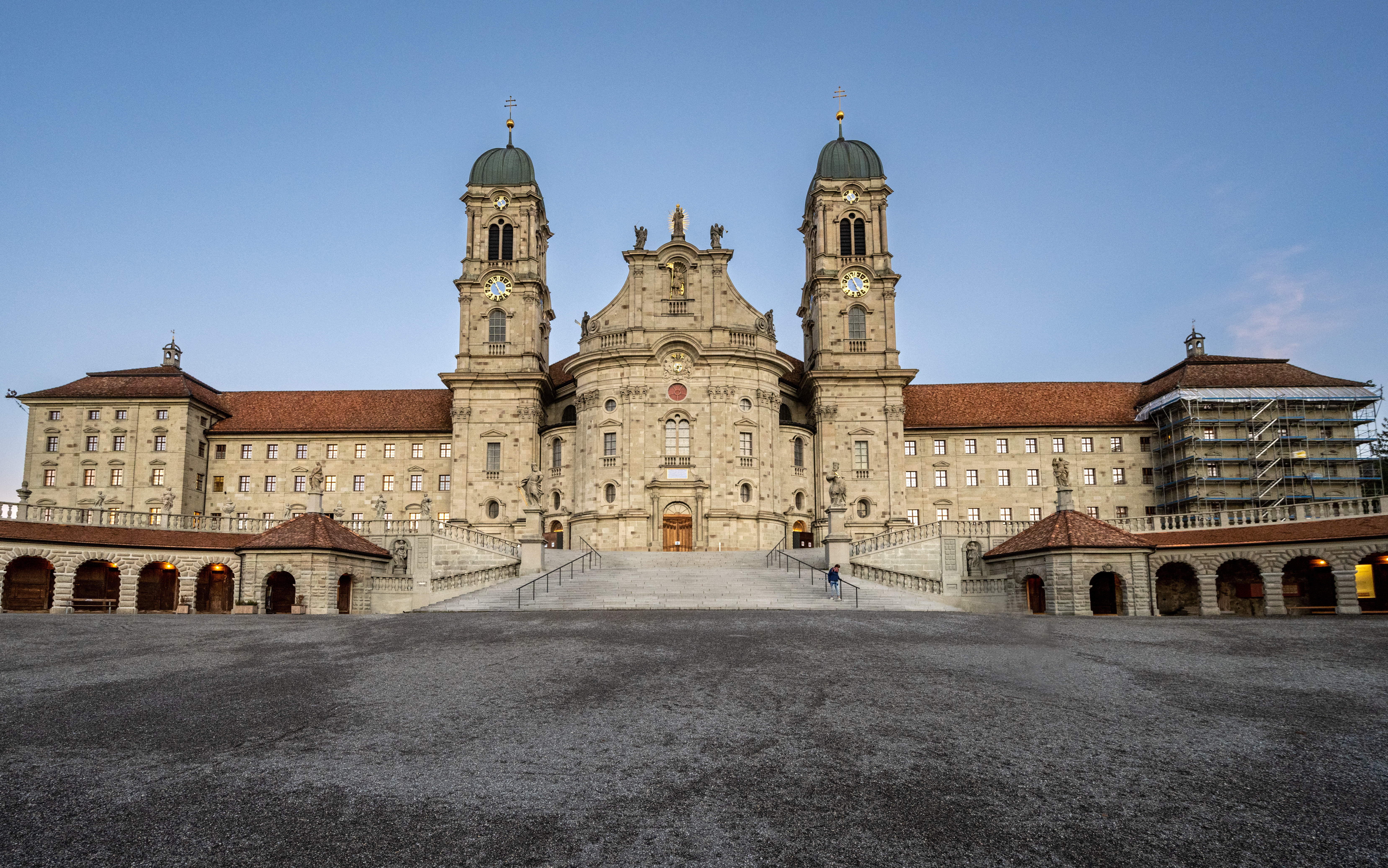
Фасад монастирської церкви (2022)

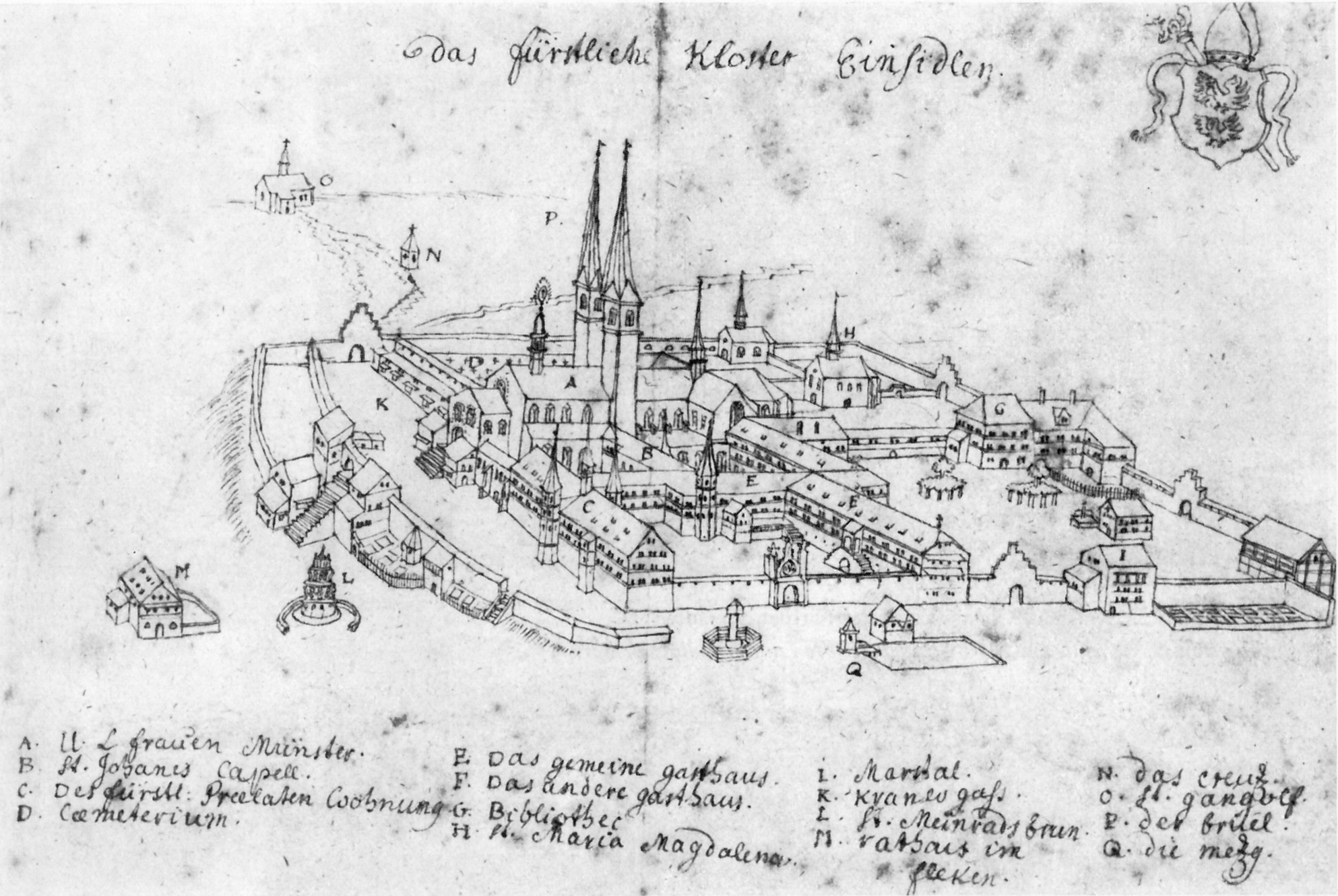
«Княжий монастир Айнзідлен». Вид на старі будівлі монастиря (1630)

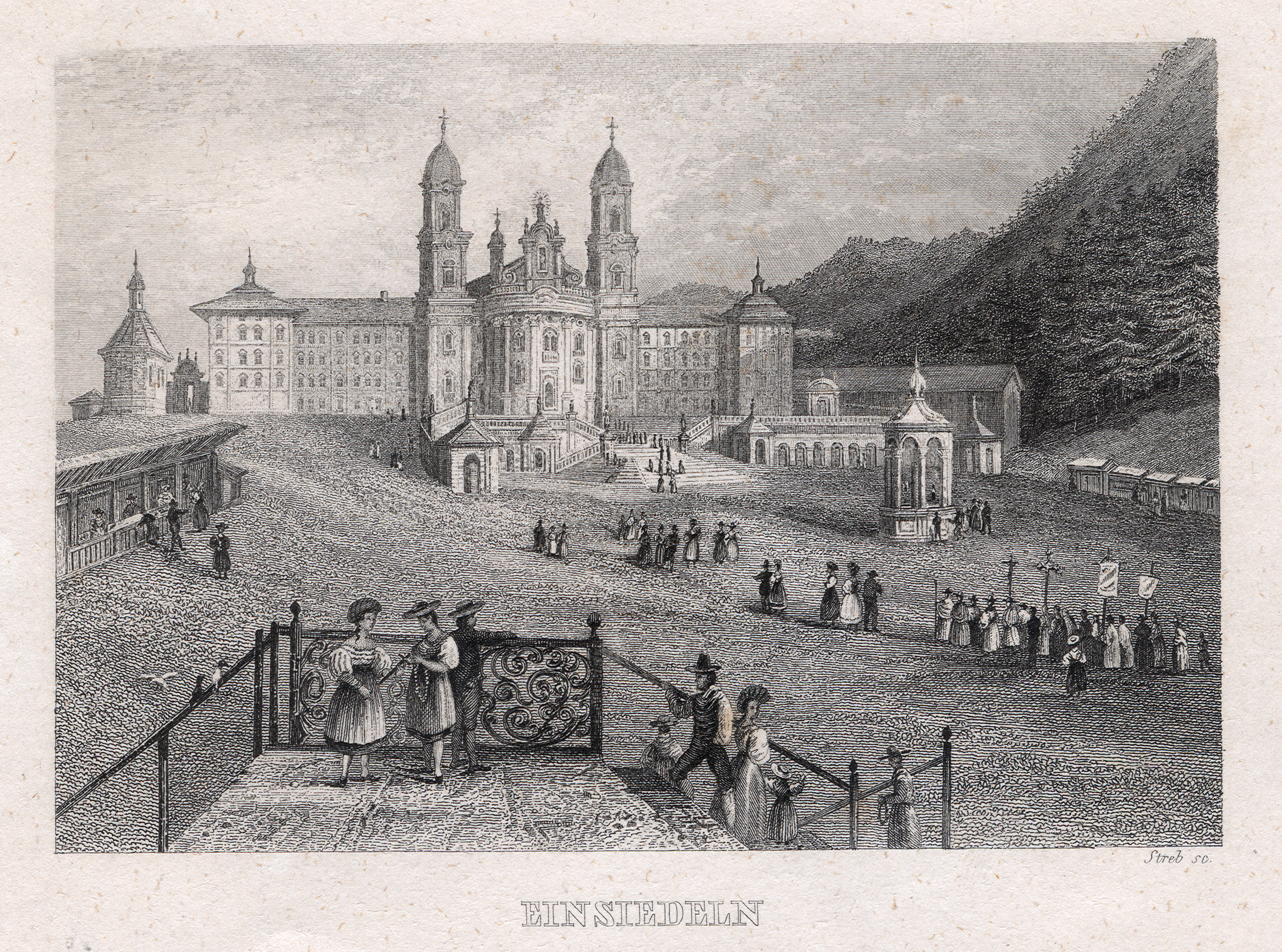
Айнзідлен, гравюра на сталі Штреба (близько 1850 р.)

Айнзідельнське абатство, 1909

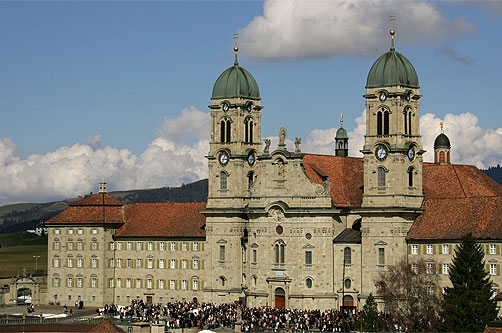
Айнзідельнське абатство, 2005

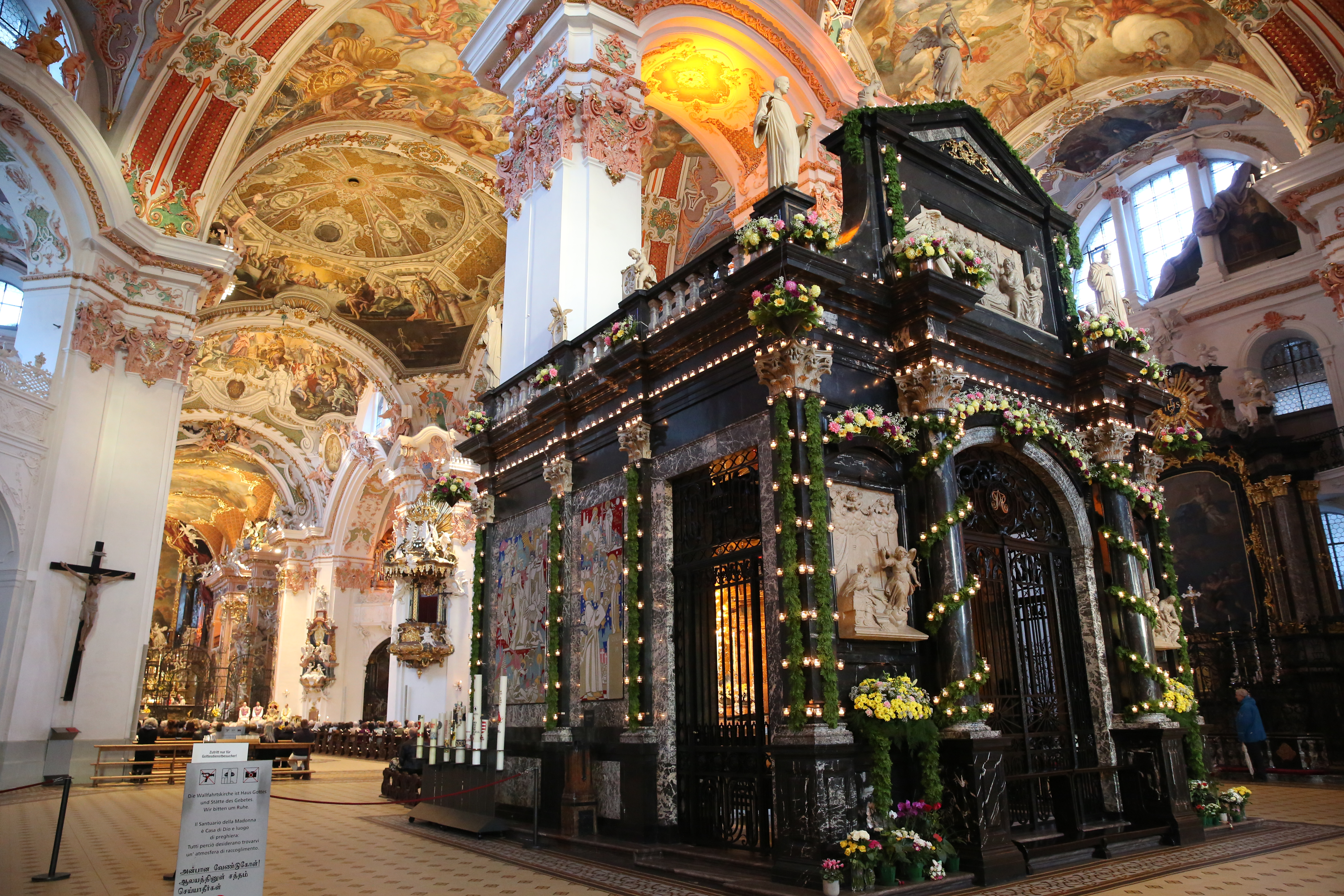
Каплиця Благодаті, 2015

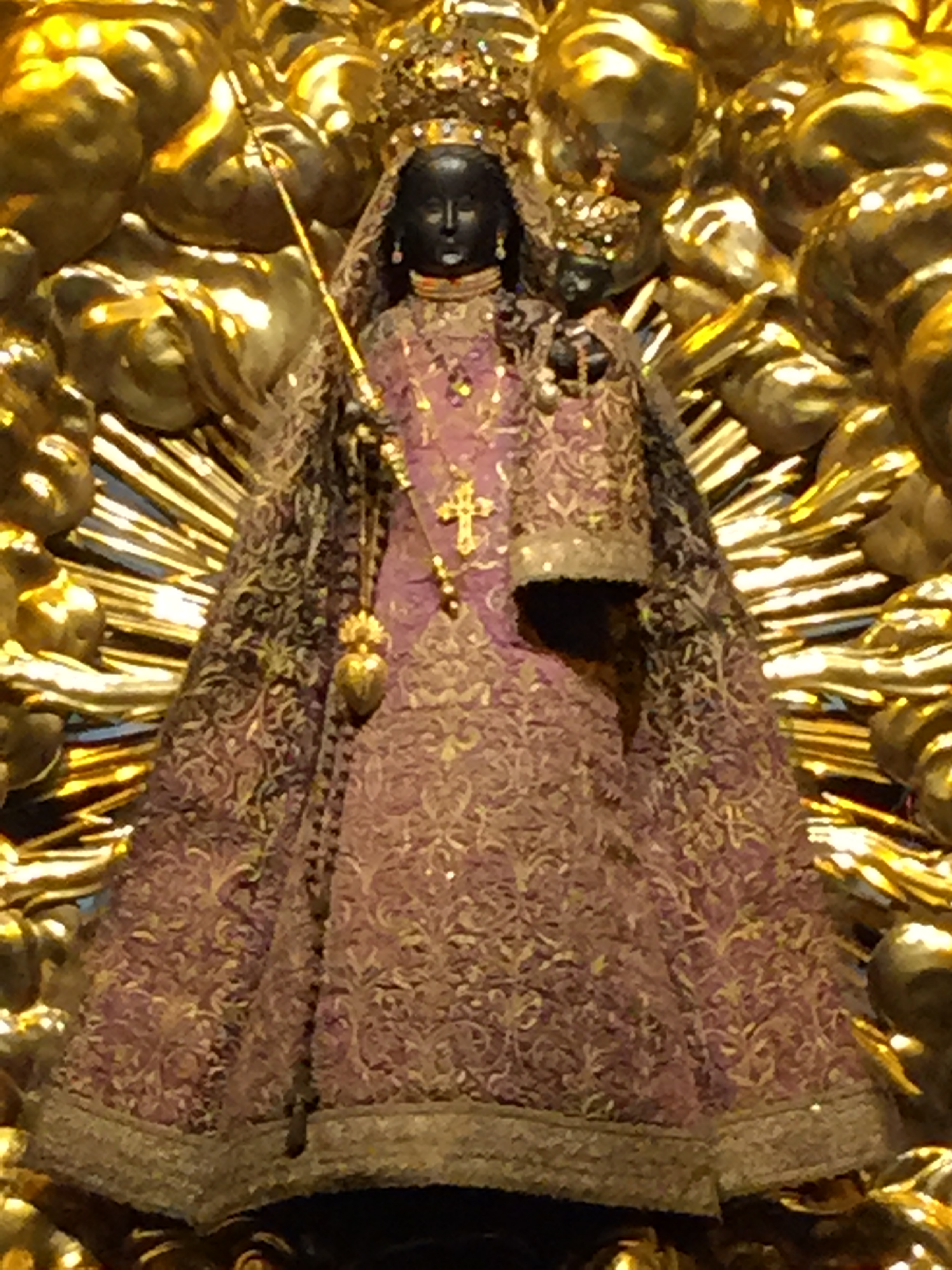
Чорна Мадонна з Айнзідельна (з сукнею 1781 р.)

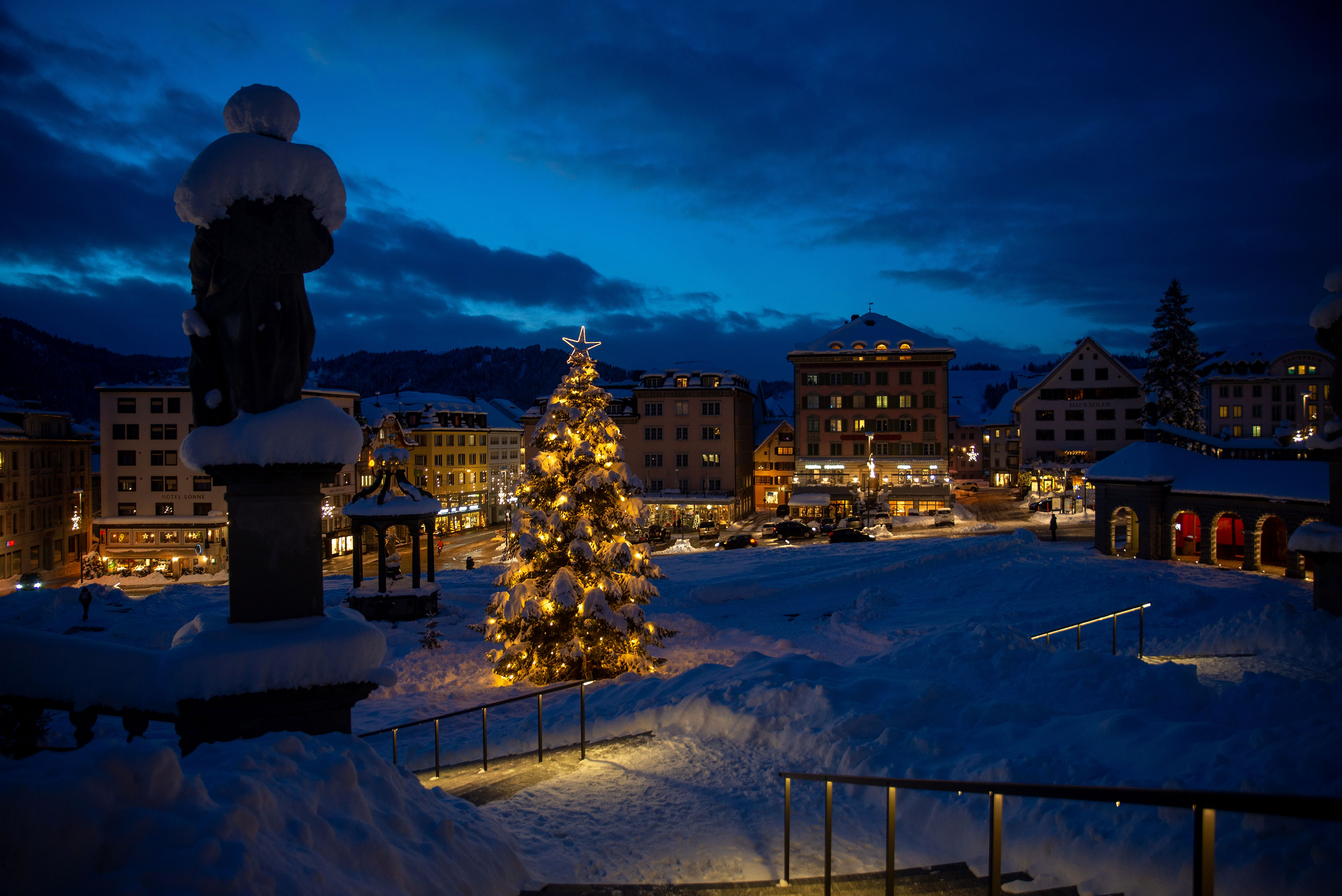
Різдвяна атмосфера на великій площі перед монастирською церквою.

Монастир Айнзідельн (лат. Abbatia territorialis Sanctissimae Virginis Mariae Einsiedlensis) з абатством і соборною церквою Успіння Пресвятої Богородиці та Св. Маврикія є бенедиктинським абатством у муніципалітеті Айнзідельн, кантоні Швіц.
Абатство є найбільшим місцем паломництва в Швейцарії та важливою зупинкою на Шляху Святого Якова.
Чорна Мадонна з Айнзідельна в Каплиці Благодаті щороку приваблює близько 800 000 паломників і туристів.
Спільнота ченців-бенедиктинців налічує близько 40 членів.
Монастир не входить до дієцезії, а має статус територіального абатства.
Бенедиктинський монастир Фар поблизу Цюриха був частиною Айнзідельнського абатства з моменту його заснування в 1130 році.
Це означає, що абат Айнзідельна є також абатом монастиря Фар.
Разом вони утворюють єдиний вцілілий подвійний монастир бенедиктинського ордена у світі.

## Історія

### Від скиту Майнрада до Імператорського абатства
У 828 році бенедиктинець Майнрад пішов із монастиря Райхенау як відлюдник на перевал Етцель.
У 835 році він побудував новий скит з невеликою каплицею в глухому місці.
Це місце було трохи південніше, посеред Фінштернвальду.
Згідно з легендою, Мейнрада відвідали там люди, які просили його поради та розради та дарували йому подарунки.
За легендою: 21 січня 861 року на нього напали та вбили волоцюги. два ворони переслідували вбивць і привели їх до суду, де вони були засуджені до смерті на вогнищі під головуванням графа Адальберта ІІ.
З цієї причини на гербі монастиря та села Айнзідельн зображені два ворони.
Його тіло було поховано на Райхенау, а його серце — на Етцелі.

Понад 40 років потому скит Майнрада знову став магнітом для відлюдників.
Серед них був Бенно, який короткий час був єпископом Меца.
Вони оселилися біля скиту в 906 році і обробляли територію.
У 934 році відлюдників об'єднав у спільноту Ебергард, настоятель собору зі Страсбурга, якому він передав Устав св. Бенедикта.
Ебергард, перший абат, мав своїх людей, які були першими ченцями.

Заснування монастиря було підтверджено королем Оттоном I 27 жовтня 947 року і супроводжувалося традиційним даруванням землі. Пожертвування Оттона I також включало острів Уфенау, який на той час належав жіночому монастирю Зекінген. За це жіночий монастир компенсувався іншим майном. Абатство Айнзідельн також отримало вільний вибір абата та імунітет. У 948 році була освячена перша церква абатства на честь Марії та святого Маврикія.
За перших настоятелів скитська чернеча громада розвинулася до бенедиктинського монастиря, який був широко відомий як зразковий. Це підтверджується тим, що багато монахів покликані ігуменами до інших монастирів або до архієрейських кафедр.

### Високе і пізнє середньовіччя
Під час свого п'ятитижневого перебування в Цюриху 2 вересня 1018 року імператор Генріх II на прохання абата Вірунда передав у користування монастирю Нутцунгвальд, що оточував абатство.

Як спонсор церкви та монастирів, він уже підтвердив традиційні володіння та імунітет монастирю 5 січня того ж року у своєму палаці у Франкфурті.

Меценат відповідав за нагляд, у тому числі представляв інтереси монастиря в юридичних справах.
Серед них були Нелленбургери, Устера та Рапперсвіля.
Згодом ці прибуткові права перейшли до Габсбургів.
Після першої пожежі монастиря в 1029 році, в 1031—1039 рр. була побудована тринавна базиліка з криптою, яка задала основну форму для пізнішої барокової будівлі.
Закладка фундаменту нової будівлі відбулася 10 травня 1031 року.

13 жовтня 1039 р. монастирська церква була повторно освячена абатом Берно.
Спеціально для свята Берно написав і склав святкову службу на честь св. Майнрада, яку й сьогодні співають і моляться бенедиктинці в Айнзідельні в тій самій версії.

Друга базиліка (Нижній собор) була побудована над оточеним стіною двором в 1230 році.
Прикордонні суперечки з жителями Швіцу відомі з 1114 року, і суди зазвичай вирішували їх на користь монастиря.
У 1308 році, після смерті короля Габсбургів Альбрехта I, суперечки знову значно посилилися.
У Хрещенську ніч 1314 року на монастир напали та пограбували швіцькі фермери.
Більшість монахів потрапили в полон до Швіцу.
Герцог Австрії Леопольд I, який був покровителем монастиря Айнзідельн, потім напав на центральну Швейцарію, але зазнав поразки у битві при Моргартеном в 1315 році.
Конфлікт вдалося вирішити лише в 1350 році.
Тоді монастир втратив значну частину своїх земельних володінь.
Після пожежі 1465 року Нижній собор був перекритий склепінням.
У 1509 і 1577 роках церква знову горіла.

### Ранній новий період
Ульріх Цвінглі був священиком у монастирі в 1516—1518 рр..
Дібольд фон Ґерольдсек, один із останніх ченців монастиря, покинув Айнзідельн в 1525 році та приєднався до Цюрихської реформації, так що літній абат Конрад III фон Гогенрехберг був тепер єдиним ченцем монастиря.
Починаючи з XIII століття, до общини приймали лише синів із знатних сімей, що призвело до постійного зменшення кількості ченців.
Влітку 1526 року Швіц призначив нового абата, Людвіга II Бларера фон Вартензее, з монастиря Санкт-Галлена, але Рим не визнав його легітимним до 1533 року, оскільки Швіц не мав права на це втручання згідно з каноном.
Новий ігумен прийняв у монастир перших простолюдинів і відродив його.
Особливо абат Йоахим Айхгорн († 1569) зробив великий внесок у духовну та матеріальну відбудову монастиря, тому його вважають другим засновником монастиря.
Він також був єдиним представником німецькомовних країн, який брав участь у Тридентському соборі.
Сучасного вигляду монастир набув наприкінці XVII — на початку XVIII ст.
Хор і сповідальна церква були побудовані в 1674—1684 рр. під керівництвом архітектора Ганса Йорга Куена.
Після того, як будівля стала занадто малою для зростаючої громади, попри регулярні розширення, 31 березня 1704 року було закладено наріжний камінь для нової будівлі монастиря, яка була побудована за проектом брата Каспара Моосбруггера.
Будівельні роботи було доручено його братові Йоганну Моосбруггеру.
Дизайн інтер'єру було доручено братам Косме Даміану Азаму та Егіду Квіріну Азаму разом з іншими відомими художниками.
Будівництво храму в стилі бароко було завершено в 1734 році, а освячення храму відбулося 3 травня 1735 року під керівництвом абата Ніколауса Імфельда.

### XIX—XXст.
Коли на початку травня 1798 року французькі революційні війська захопили Айнзідельн, абат Беат Кюттель і решта ченців монастиря втекли.
Каплиця Благодаті була знищена окупантами, але чудотворний образ врятували ченці під керівництвом пізнішого абата Конрада Таннера.
17 вересня того ж року пограбований монастир було оголошено державною власністю.
Через так званий посередницький акт духовенство повернуло монастир 19 лютого 1803 року, після того, як перші ченці повернулися до Айнзідельна в 1801 році.
Проте Каплиця Благодаті була перебудована лише в 1815—1817 рр. із збереженням частин старої будівлі у стилі класицизму.
Протягом століть ченці-відлюдники заснували незліченну кількість допоміжних монастирів, у тому числі Св. Майнрада (Індіана/США) в 1854 році та Лос-Толдос (Аргентина) в 1948 році, які, у свою чергу, заснували нові.

Визначним моментом став візит папи Івана Павла ІІ влітку 1984 року, який 15 червня освятив новий головний вівтар на нижньому хорі.

## Паломництво
Є свідчення, що паломництва Марії до Айнзідельна відбувалися з XIV століття.

У пізньому Середньовіччі паломники прибували навіть з північної Німеччини та Нідерландів.
Монастир зазнав зниження кількості паломників лише під час Реформації; у другій половині XVI століття Айнзідельн знову став релігійним центром швейцарських католиків.
З кінця XIX століття паломництво пережило подальший підйом, особливо через пропаганду і через спорудження поруч залізничної станції.
Таким чином Айнзідельн став релігійним центром католицької Швейцарії.

### Чорна Мадонна з Айнзідельна
Чорна Мадонна з Айнзідельна — пізньоготичний чудотворний образ середини XV ст.
Він замінив оригінальний романський чудотворний образ, який, можливо, був знищений під час пожежі монастиря 1465 року.
На початку XVII століття на статую наділи іспанську мантію у формі дзвона.
Її і сьогодні регулярно змінюють, при цьому колір одягу відповідає відповідному літургійному кольору в церковному році.
Чорний колір Мадонни походить від кіптяви свічок і лампад, які горіли перед фігурою протягом століть.
Коли статую було відновлено в 1803 році після втечі від французьких революційних військ у Форарльберзі, художник викрив оригінальний колір, але пофарбував фігуру чорною фарбою, перш ніж повернути її в Айнзідельн.

### Легенда рукоположення ангела
За легендою 14 вересня 948 року Христос у супроводі святих і ангелів освятив каплицю на місці скиту Мейнрада.
Ця легенда лягла в основу розпочатого паломництва.
Більшість паломників відвідують Айнзідельн на свято освячення ангелів.
Якщо 14 вересня припадає на неділю, то відзначають 14-денне Велике Ангелосвяття.
У 1466 році було продано близько 150 000 паломницьких знаків.
Посвячення янголів досі є важливим святом в Айнзідельні й сьогодні є державним святом у районі Айнзідельн.

## Монастирський комплекс

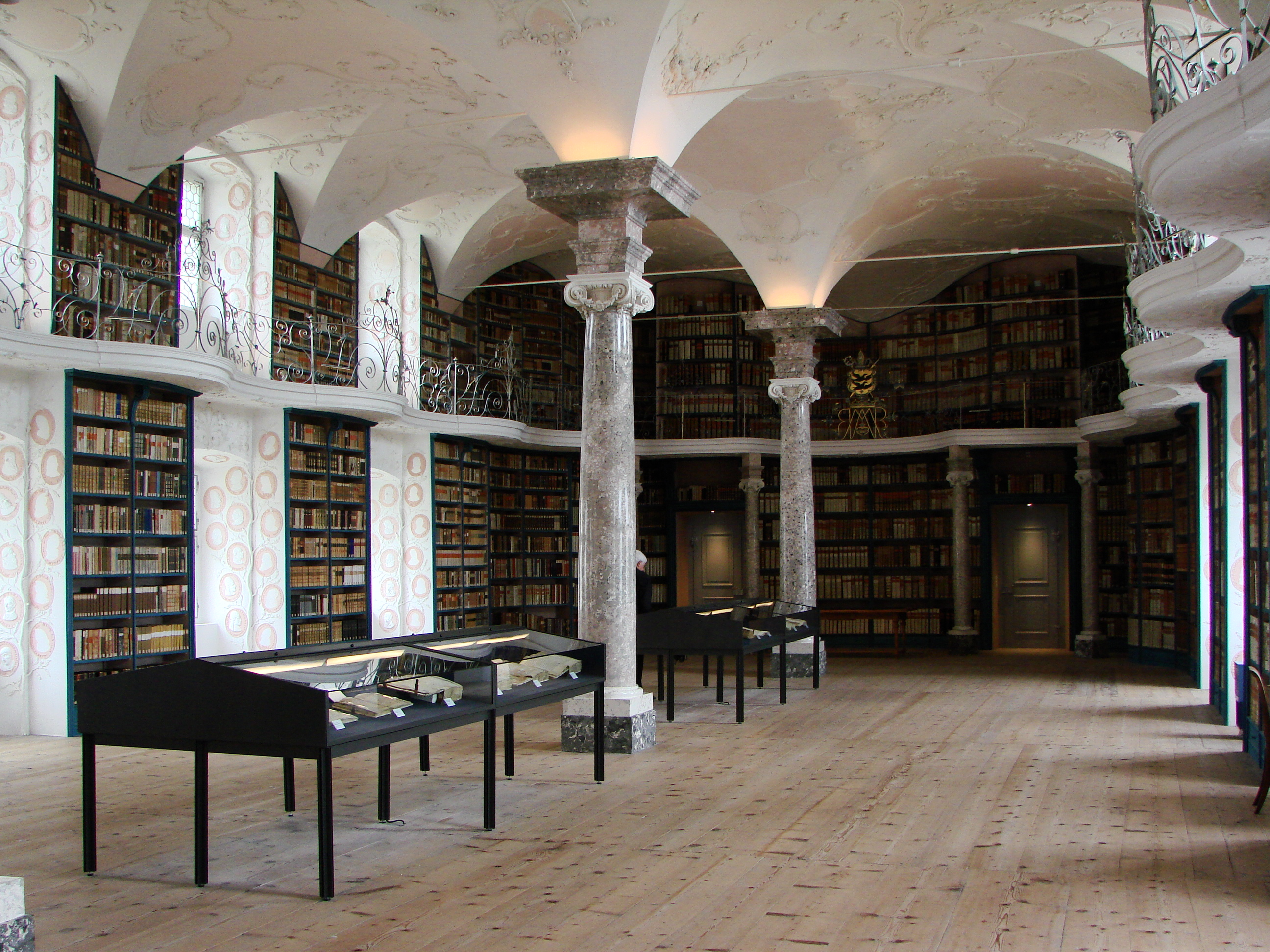
Бібліотека абатства

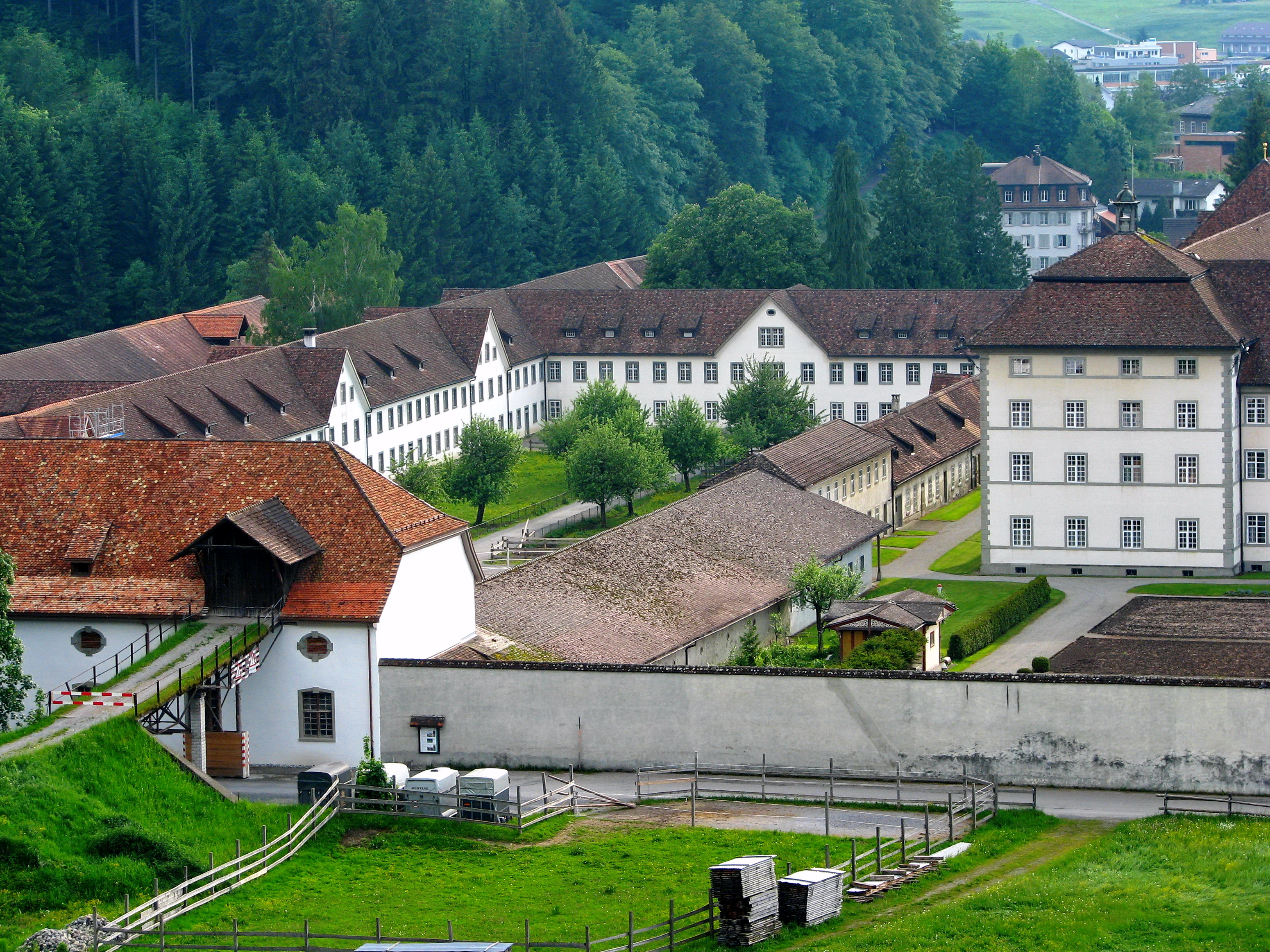
Стайня, вид зі сходу

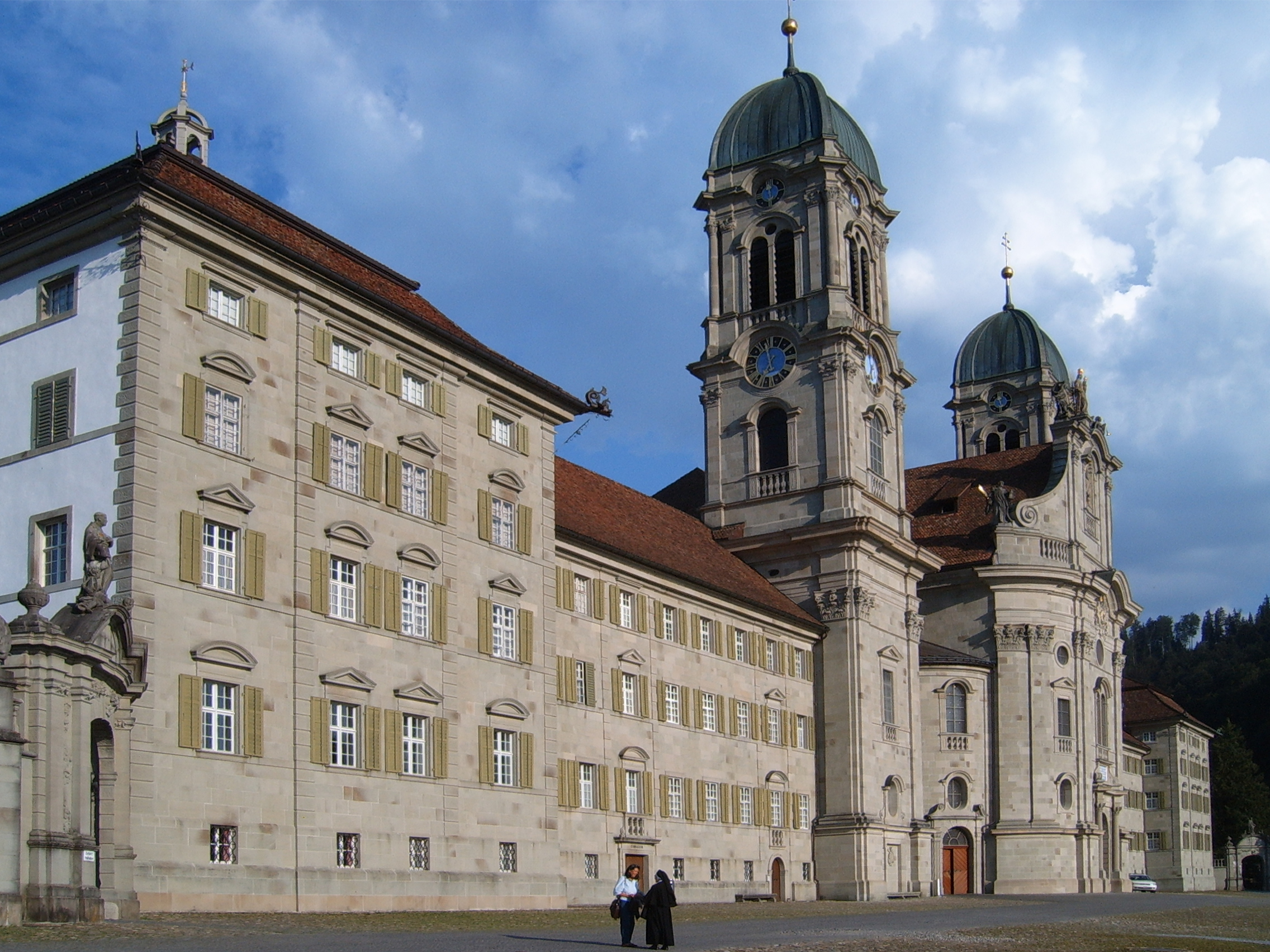
Монастир Айнзідельн

Закритий бароковий монастирський комплекс, яким він виглядає сьогодні, був побудований в 1704 році, коли абат Маурус фон Ролл заклав наріжний камінь для нового монастирського комплексу за планами мирянина-відлюдника та архітектора Каспара Моосбруггера з Форарльберзької школи будівництва.

### Бібліотека абатства
Бібліотека монастиря багата старовинними книгами: близько 230 000 друкованих книг, 1230 рукописів і 1040 томів першодруків і стародруків.
Щороку додається від 500 до 800 книг.
Бібліотека була заснована в 934 році.
У монастирі вже в середині Х століття була своя писемна школа;
сьогодні збереглося 64 рукописи цього періоду.
Про це нагадує створений у 2022 році скрипторій, де можна дізнатися про виробництво книг у Середньовіччі та самостійно написати чорнилом та пір'яним пером.

У 1664 році монастир отримав власну друкарню, в якій до 1798 року вийшло понад 1000 різних книг.
Фонди бібліотеки тривалий час зберігалися в підвалах монастиря, тому вони неушкодженими пережили численні пожежі монастиря.
У 1602 році абат Августин І Гофман побудував власну будівлю бібліотеки.
Чудовий Великий бароковий зал, який можна відвідати під час екскурсій, був побудований в 1738—1740 рр.
Ліпнину в смузі та листі, а також медальйони пап та імператорів на віконних косяках створив Йозеф Антон Фойхтмаєр. Востаннє бібліотеку реставрували у 1998 році.

### Стайні
Монастирські стайні в стилі бароко, побудовані в 1765 році, є домівкою для найстарішого кінного заводу в Європі, заснованого в XV столітті. Виведена порода коней Каваллі-делла-Мадонна.
Першу рукописну згадку про розведення коней можна знайти в наданні прав від 24 лютого 1064 року королем Генріхом IV.

### Монастирська площа
У XIV столітті на території безпосередньо перед монастирем була видана заборона на забудову, яка мала на меті запобігти поширенню пожеж на село.
У 1745—1747 рр. монастирська площа була побудована в її нинішньому вигляді за планами міланського архітектора Паоло Федеріко Б'янкі під наглядом майстра з будівництва Брегенца Йоганнеса Рюффа.
Статуї Отто Великого (ліворуч) і Генріха II (праворуч) розташовані вздовж сходів.
У центрі площі знаходиться «Фонтан Лібфрауен» 1747 року з бронзовою позолоченою фігурою Діви Марії роботи міланського скульптора Доменіко Поцці 1752 року
.
По обидва боки площі розташовані напівкруглі аркади з церковними крамничками.
Позаду височіє могутній бароковий монастирський фасад із двома 60-метровими вежами посередині, обрамленими триповерховими монастирськими флігелями.

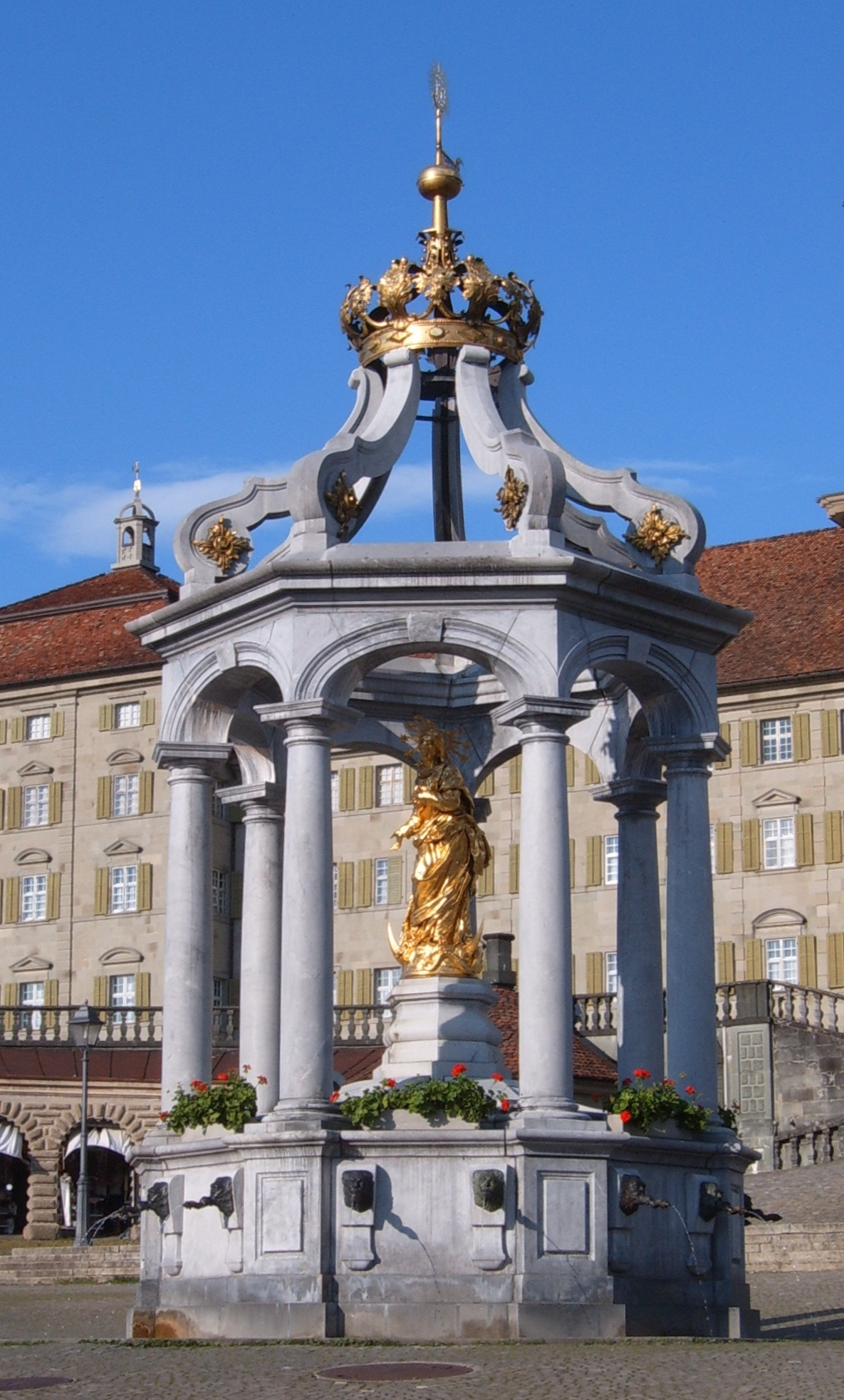
Жіночий фонтан 2006 (побудови 1747)
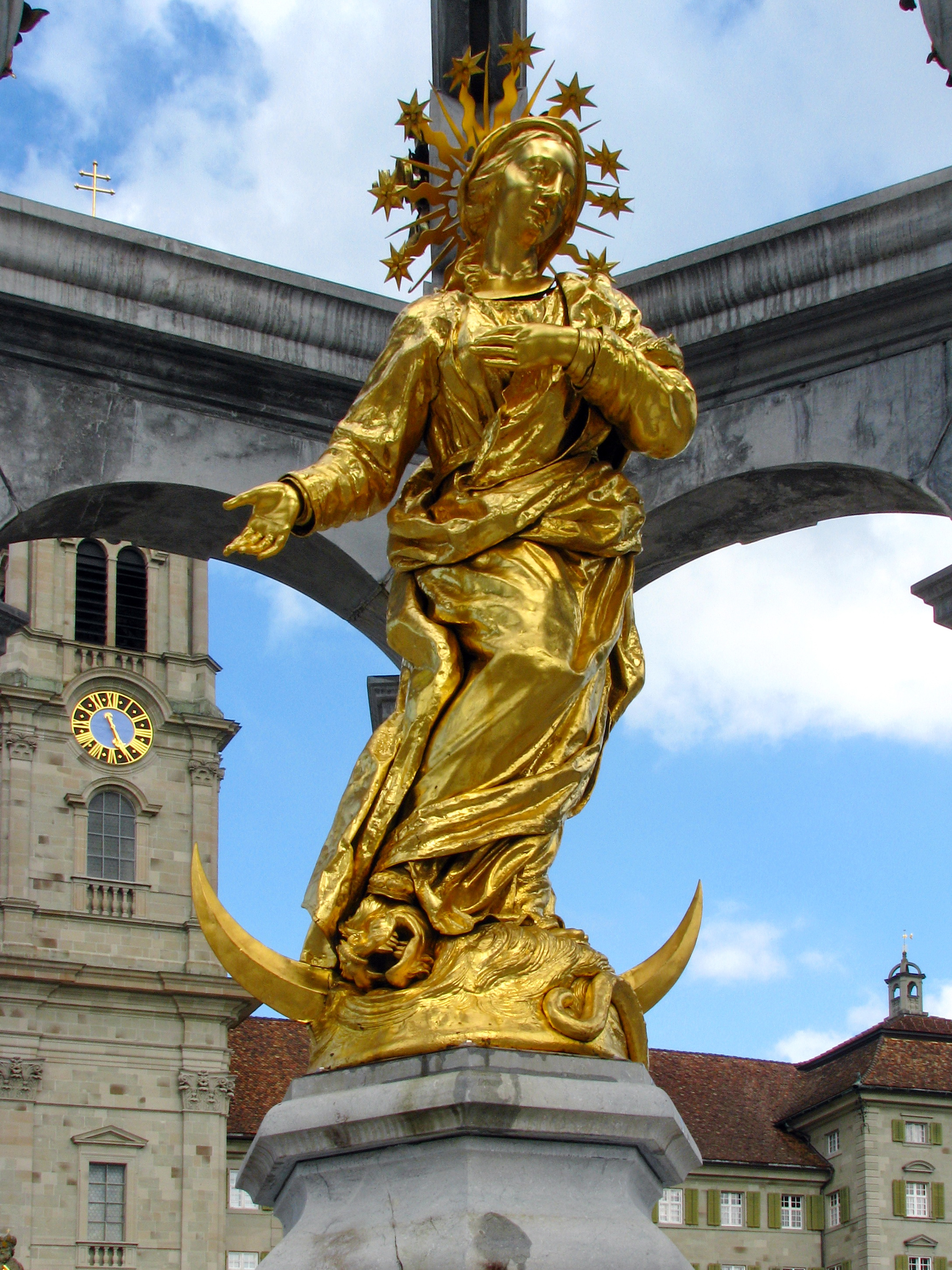
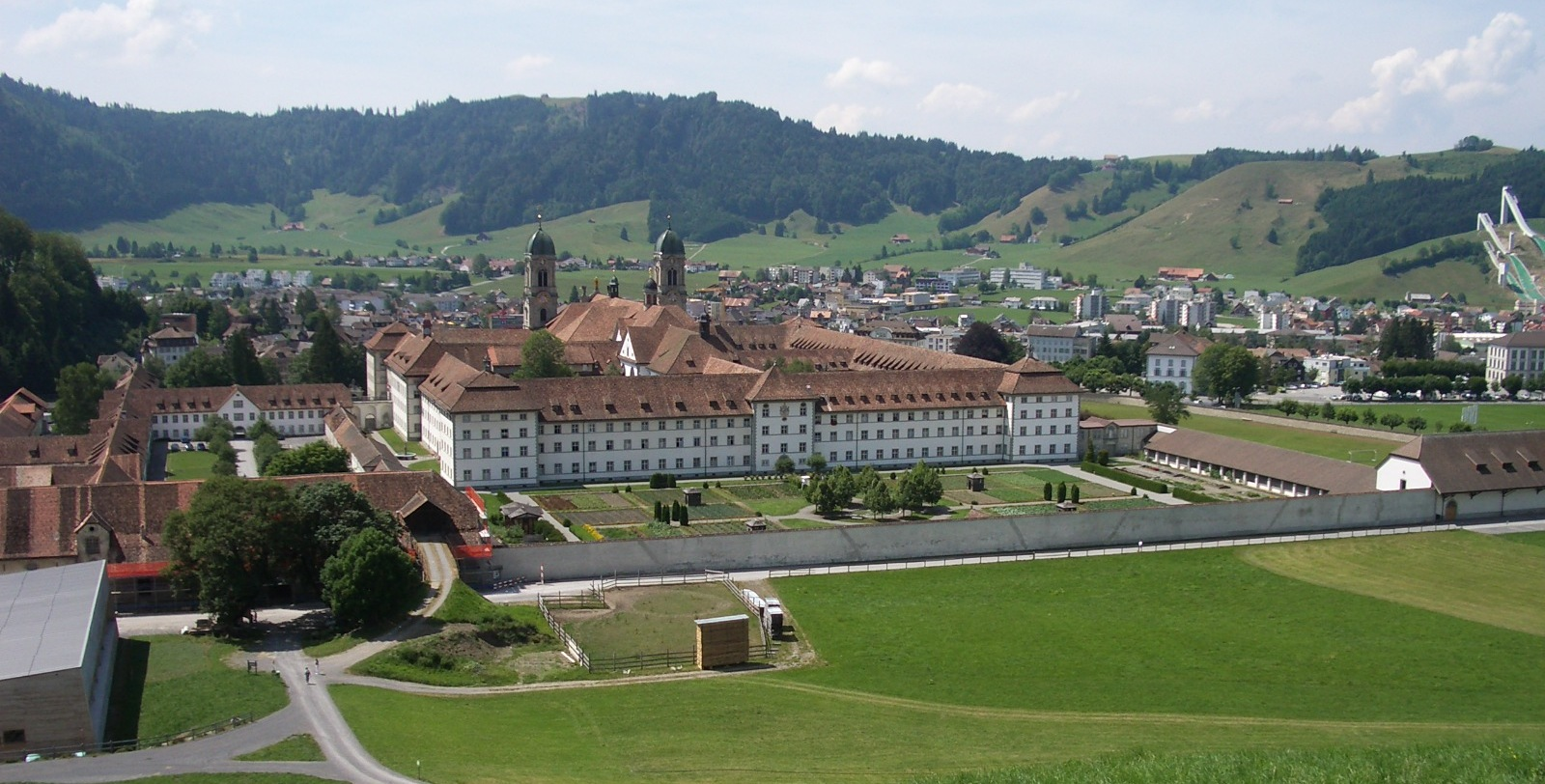
Вид зі сходу на монастирський комплекс
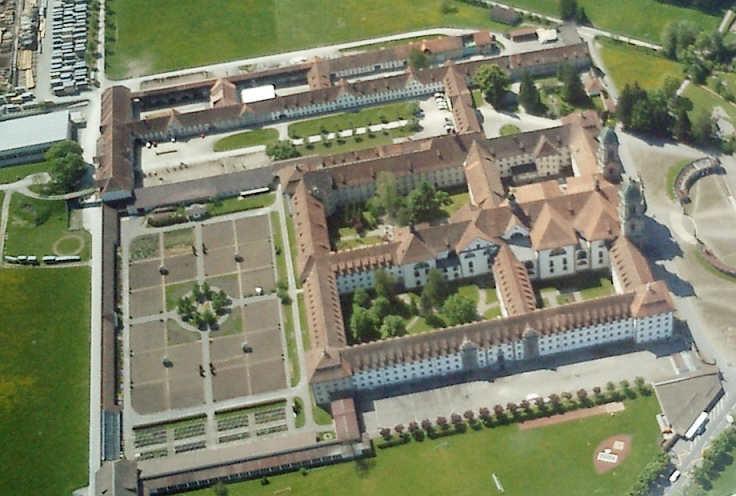
Вид з повітря
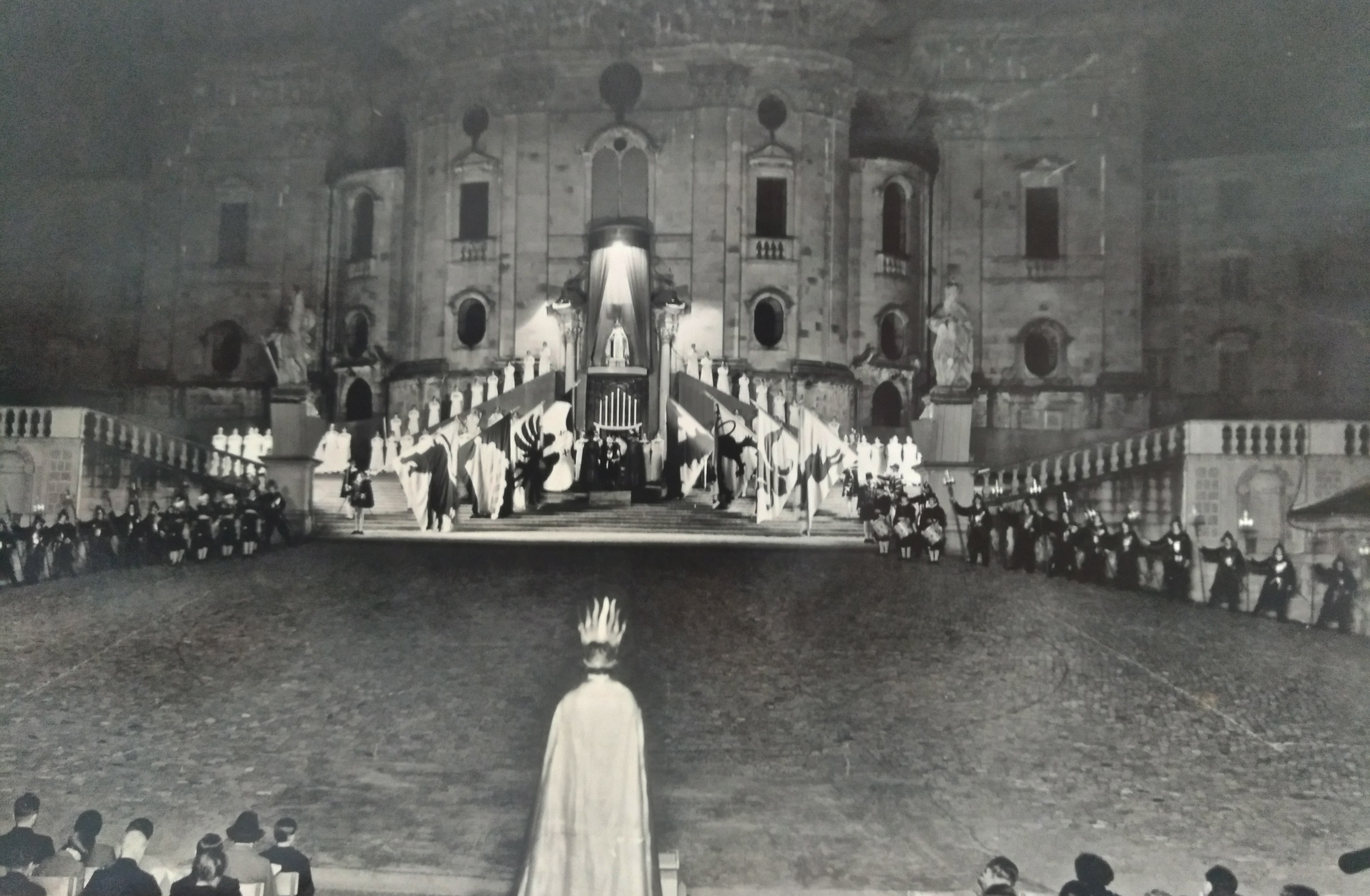
Світовий театр (1935)

### Монастирська церква

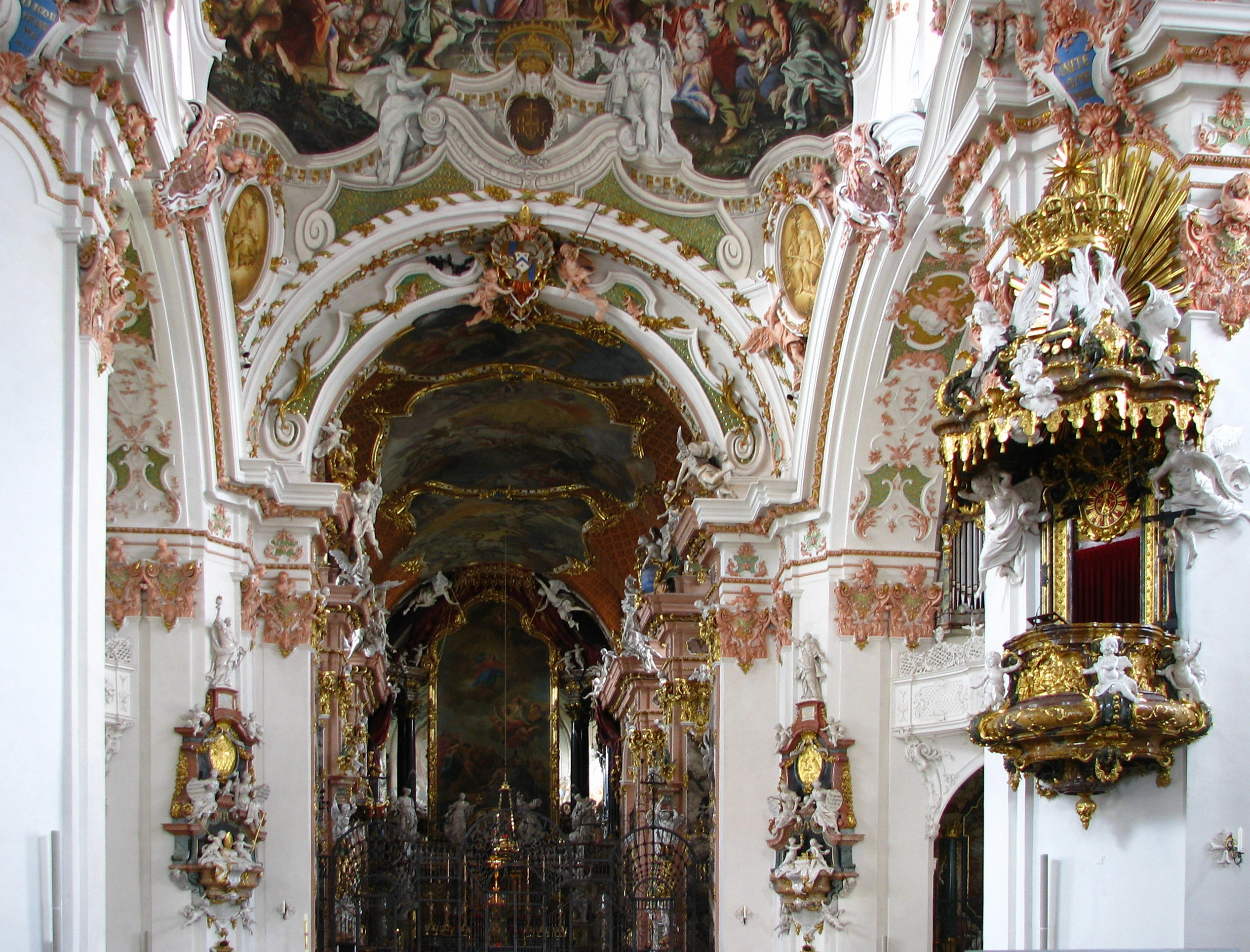
Нава (2009)

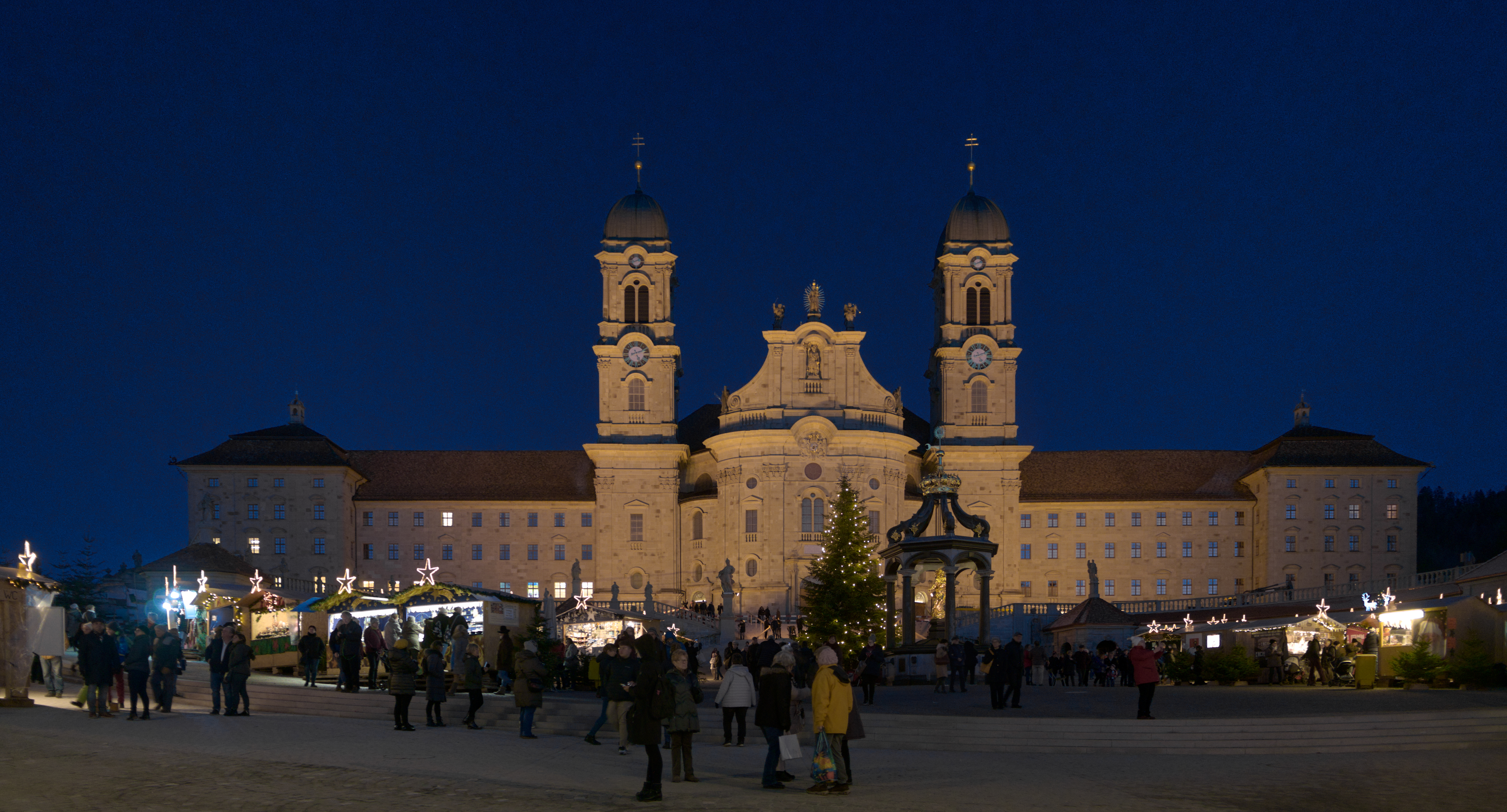
Головна площа та монастир під час Різдвяного ярмарку (2019)

Центральною будівлею монастиря є двовежовий колегіальний костел, який був побудований в 1719—1735 рр. за планами брата Каспара Моосбруггера.
У 1704 р. закладено наріжний камінь, в 1719 р. закладено фундаменти, в 1723 р. церква була в риштуванні, а освячення відбулося в 1735 р..
Монастирська церква Айнзідельн вважається найважливішою церквою в стилі бароко в Швейцарії.
Після першої церкви побудови 948 року та новими будівлями після різноманітних пожеж до 1465 року, побудована нова будівля з хором кафедральної церкви згідно з будівельним контрактом від 1674 року з Форарльберзьким майстром Йоганном Георгом Куеном.
Скульптор Джакомо Нейроні з Лугано працював разом зі своїм братом П'єтро Нейроні в хорі колегіальної церкви.

Сповідальна церква була побудована в 1680 році під керівництвом Йоганна Георга Куена і оздоблена П'єтро Нейроні, хор був побудований під керівництвом Каспара Моосбруггера.
Уся будівля, яка виходить на схід, містить Каплицю Благодаті з Чорною Мадонною із західного входу.
Це був перший компонент, створений Каспаром Моосбруггером в 1682 році.
Після руйнування в 1798 році Каплиця Благодаті була відновлена лише в 1815—1817 рр..
Панівним просторовим елементом є центральний восьмерик із поперечними раменами, в якому стоять вівтарі та каплиці по діагональних сторонах.
Два вільні стовпи височіють посередині і підтримують величезну склепінчасту площу.
Зі сходу розтаговані ще два купольні приміщення, перше знову розширене хрестовинами з вівтарями, друге веде до заглибленого хору, розділеного хоровими гратами.
Він складається з двох ярм і вівтаря та закритий ковпачком.
У 1719 році спочатку Верхній собор, а потім Нижній собор були відреставровані під керівництвом монастирського брата Каспара Моосбруггера, який уже працював під керівництвом Йоганна Георга Куена.
Розписи на стелі та ліпнину створили в 1724—1726 роками брати Косма Даміан Азам і Егід Квірін Азам.
Подальші фігури та путто на фасаді органу (1749) у купольній кімнаті створив Йоганн Баптист Бабель.
У 1749—1751 роками скульптор і засновник вівтаря Доменіко Поцці

з Мілана побудував головний вівтар за проектом Джузеппе Торрічеллі та Джан Антоніо Торрічеллі з Лугано
.

Фігури в натуральну величину, виготовлені з глянцевої штукатурки на бічних вівтарях, створені Дієго Карлоне зі Скарії, яка зараз є частиною Ланцо д'Інтельві (I) поблизу швейцарського кордону.
Масляні картини «Смерть святого Бенедикта» та «Богоматір являється святому Мейнраду» були створені його братом Карло Карлоне .
Мармурова ліпнина вівтарів (1730) створена Йозефом Антоном Фейхтмайером.
У 1730—1743 рр. Дієго Франческо Карлоне створив 16 статуй, алегоричні прикраси восьми старих вівтарів у головній наві та двох надгробних пам'ятників над склепом абатів принца.
Ліпнина та фігури в нижньому хорі були оновлені в 1746—1750 рр. майстром живопису та штукатура Францем Антоном Краусом з Аугсбурга.
Масштабна реставрація костелу в 1975—2001 рр. спрямована на відновлення враження первісного барокового стану, яке було частково спотворене попередніми ремонтами.

### Органи
Зараз у церкві монастиря Айнзідельн є чотири органи.
Їх лише частково видно з нави: «Марієнорган» (спереду ліворуч), «Маврикійський орган» (спереду праворуч), «Псалтирський орган» (у нижньому хорі) та орган хору (у верхньому хорі).
Орган хору спочатку датується 1754 роком і востаннє був відреставрований в 1980-х рр..
«Марієнорган» був перебудований в 1988 році за зразками реєстру XVIII століття, «Маврикійський орган» — в 1994 році.
Обидва останні інструменти створені швейцарською компанією Mathis Orgelbau (Näfels).
Органи іноді грають одночасно під час церковних служб і концертів.

### Дзвони
Монастирська церква Айнзідельна має дванадцять дзвонів.
Велика головна дзвіниця має чотири дзвони з різних ливарних майстерень Лотарингії.
Ще чотири дзвони були переплавлені в 1941 році, тому що вони тоді не вміщалися, а деякі вже були тріснуті.
Їх замінили якіснішими новими виливками від компанії Rüetschi в Аарау.
У великі свята головний дзвін доповнюють чотирма малими дзвонами з двох дахових веж, які існують досі.
Однак на монастирській площі можна почути лише дзвони з дахової вежі Каплиці Благодаті та великі дзвони у двох головних вежах.